# Козловский округ
Козловский округ — административно-территориальная единица Центрально-Чернозёмной области, существовавшая в 1928—1930 годах.
Козловский округ был образован в 1928 году. Центром округа был назначен город Козлов.
Округ был разделён на 19 районов:
- Астаповский (Лев-Толстовский),
- Берёзовский,
- Глазковский,
- Грязинский,
- Данковский,
- Добровский,
- Дрязгинский,
- Избердеевский,
- Козловско-Пригородный,
- Ламский,
- Никифоровский,
- Раненбургский,
- Сеславинский,
- Сосновский,
- Староюрьевский,
- Сурёнский,
- Троекуровский,
- Хворостянский,
- Шехманский[1].

30 июля 1930 Козловский округ, как и большинство остальных округов СССР, был упразднён. Его районы отошли в прямое подчинение Центрально-Чернозёмной области.